# Futbolista del año en Luxemburgo

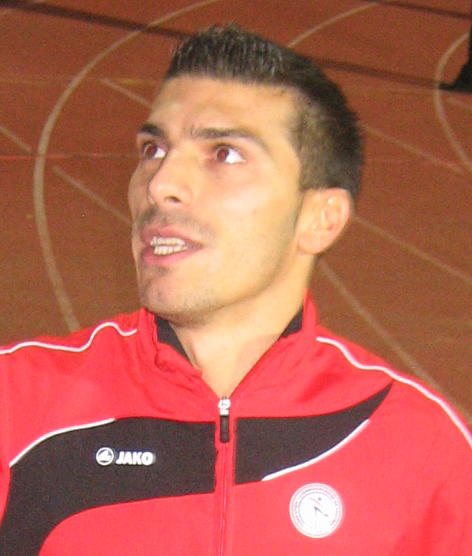
Daniel da Mota, ganador del futbolista del año en Luxemburgo en la temporada 2010-2011.

El premio al Futbolista del año en Luxemburgo es un galardón otorgado al mejor jugador de la liga de primera división de Luxemburgo. El premio lo otorga el periódico más leído diariamente en Luxemburgo, el d'Wort desde 1988.

## Palmarés
| Temporada | Ganador              |                                 | Club                  |
| --------- | -------------------- | ------------------------------- | --------------------- |
| 1987–88   | Denis Scuto          | Bandera de Luxemburgo           | Jeunesse Esch         |
| 1988–89   | Jean-Marc Rigaud     | Bandera de Francia              | CA Spora Luxemburgo   |
| 1989–90   | Carlo Weis           | Bandera de Luxemburgo           | FC Avenir Beggen      |
| 1990–91   | Marc Birsens         | Bandera de Luxemburgo           | Union Luxemburgo      |
| 1991–92   | Claude Ganser        | Bandera de Luxemburgo           | Jeunesse Esch         |
| 1992–93   | Luc Holtz            | Bandera de Luxemburgo           | FC Etzella Ettelbruck |
| 1993–94   | Théo Scholten        | Bandera de Luxemburgo           | FC Avenir Beggen      |
| 1994–95   | Manuel Cardoni       | Bandera de Luxemburgo           | Jeunesse Esch         |
| 1995–96   | Manuel Cardoni       | Bandera de Luxemburgo           | Jeunesse Esch         |
| 1996–97   | Mikhail Zaritski     | Bandera de Luxemburgo           | FC Sporting Mertzig   |
| 1997–98   | Mikhail Zaritski     | Bandera de Luxemburgo           | FC Sporting Mertzig   |
| 1998–99   | Manuel Cardoni       | Bandera de Luxemburgo           | Jeunesse Esch         |
| 1999–00   | Manuel Cardoni       | Bandera de Luxemburgo           | Jeunesse Esch         |
| 2000–01   | Ahmed El Aouad       | Bandera de Marruecos            | CS Hobscheid          |
| 2001–02   | Frédéric Cicchirillo | Bandera de Francia              | F91 Dudelange         |
| 2002–03   | Ahmed El Aouad       | Bandera de Marruecos            | CS Grevenmacher       |
| 2003–04   | Laurent Pellegrino   | Bandera de Francia              | Jeunesse Esch         |
| 2004–05   | Stéphane Martine     | Bandera de Francia              | F91 Dudelange         |
| 2005–06   | Joris Di Gregorio    | Bandera de Francia              | F91 Dudelange         |
| 2006–07   | Joris Di Gregorio    | Bandera de Francia              | F91 Dudelange         |
| 2007-08   | Emmanuel Coquelet    | Bandera de Francia              | F91 Dudelange         |
| 2008-09   | Pierre Piskor        | Bandera de Francia              | FC Differdange 03     |
| 2009-10   | Daniel Huss          | Bandera de Luxemburgo           | CS Grevenmacher       |
| 2010-11   | Daniel da Mota       | Bandera de Luxemburgo           | F91 Dudelange         |
| 2011-12   | Aurélien Joachim     | Bandera de Luxemburgo           | F91 Dudelange         |
| 2012-13   | Stefano Bensi        | Bandera de Luxemburgo           | CS Fola Esch          |
| 2013-14   | Sanel Ibrahimović    | Bandera de Bosnia y Herzegovina | Jeunesse Esch         |
| 2014-15   | Laurent Jans         | Bandera de Luxemburgo           | CS Fola Esch          |
| 2015-16   | David Turpel         | Bandera de Luxemburgo           | F91 Dudelange         |
| 2016-17   | Omar Er Rafik        | Bandera de Francia              | FC Differdange 03     |
| 2017-18   | A. Tagle             | Bandera de México               | F91 Dudelange         |

- Datos: Q1478304